# Llista de monuments de l'Eixample de Barcelona (dreta)
Llista de monuments de l'Eixample de Barcelona, corresponents als barris de la Dreta de l'Eixample, la Sagrada Família i el Fort Pienc, inclosos en l'Inventari del Patrimoni Arquitectònic de Catalunya i en el catàleg de Patrimoni Arquitectònic de Barcelona.

## Monuments Patrimoni de la Humanitat
| Monument                               | Protecció     | Estil/època                            | Localització                                          | Coordenades                                         | Codi?         | Imatge |
| -------------------------------------- | ------------- | -------------------------------------- | ----------------------------------------------------- | --------------------------------------------------- | ------------- | --- |
| Temple Expiatori de la Sagrada Família | BCIN 53-MH    | Modernisme Antoni Gaudí XIX Final - XX | Barcelona C. Mallorca, 401                            | 41° 24′ 13″ N, 2° 10′ 28″ E / 41.40361°N,2.17444°E  | RI-51-0003813 | Temple Expiatori de la Sagrada Família (Barcelona) · Vegeu més fotos d'aquest monument · Carregueu una nova foto d'aquest monument |
| Casa Batlló                            | BCIN 60-MH-EN | Modernisme Antoni Gaudí XX             | Barcelona Pg. Gràcia, 43                              | 41° 23′ 30″ N, 2° 09′ 54″ E / 41.391667°N,2.16500°E | RI-51-0003815 | Casa Batlló (Barcelona) · Vegeu més fotos d'aquest monument · Carregueu una nova foto d'aquest monument                            |
| Casa Milà, o la Pedrera                | BCIN 73-MH-EN | Modernisme Antoni Gaudí XX             | Barcelona Pg. de Gràcia, 92 - c. de Provença, 261-265 | 41° 23′ 43″ N, 2° 09′ 42″ E / 41.39528°N,2.16167°E  | RI-51-0003814 | Casa Milà (Barcelona) · Vegeu més fotos d'aquest monument · Carregueu una nova foto d'aquest monument                              |

## Monuments d'Interès Nacional
Monuments inscrits en el Registre de Béns Culturals d'Interès Nacional (BCIN) amb la classificació de monuments històrics per ser una construcció o altra obra material produïda per l'activitat humana que configura una unitat singular de les més rellevants del patrimoni cultural català.
| Monument                                  | Protecció     | Estil/època                                   | Localització                                                                   | Coordenades                                          | Codi?         | Imatge |
| ----------------------------------------- | ------------- | --------------------------------------------- | ------------------------------------------------------------------------------ | ---------------------------------------------------- | ------------- | --- |
| Casa Calvet                               | BCIN 37-MH-EN | Modernisme Antoni Gaudí XIX                   | Barcelona C. de Casp, 48                                                       | 41° 23′ 27″ N, 2° 10′ 23″ E / 41.390833°N,2.173056°E | RI-51-0003819 | Casa Calvet (Barcelona) · Vegeu més fotos d'aquest monument · Carregueu una nova foto d'aquest monument               |
| Casa Amatller                             | BCIN 38-MH-EN | Modernisme Josep Puig i Cadafalch XIX Final   | Barcelona Pg. de Gràcia, 41                                                    | 41° 23′ 30″ N, 2° 09′ 54″ E / 41.391578°N,2.165060°E | RI-51-0004199 | Casa Amatller (Barcelona) · Vegeu més fotos d'aquest monument · Carregueu una nova foto d'aquest monument             |
| Palau del Baró de Quadras                 | BCIN 41-MH    | Modernisme Josep Puig i Cadafalch XX          | Barcelona Av. Diagonal, 373 - c. Rosselló, 279                                 | 41° 23′ 48″ N, 2° 09′ 41″ E / 41.39664°N,2.16141°E   | RI-51-0004202 | Palau del Baró de Quadras (Barcelona) · Vegeu més fotos d'aquest monument · Carregueu una nova foto d'aquest monument |
| Casa Terradas o Casa de les Punxes        | BCIN 42-MH    | Modernisme Josep Puig i Cadafalch XX          | Barcelona Av. Diagonal, 416-420 - c. Rosselló, 260-262                         | 41° 23′ 53″ N, 2° 09′ 50″ E / 41.398°N,2.164°E       | RI-51-0004201 | Casa de les Punxes (Barcelona) · Vegeu més fotos d'aquest monument · Carregueu una nova foto d'aquest monument        |
| Casa Macaya                               | BCIN 56-MH    | Modernisme Josep Puig i Cadafalch XIX-XX      | Barcelona Pg. de Sant Joan, 108                                                | 41° 23′ 59″ N, 2° 10′ 10″ E / 41.399825°N,2.169433°E | RI-51-0004200 | Casa Macaya (Barcelona) · Vegeu més fotos d'aquest monument · Carregueu una nova foto d'aquest monument               |
| Casa Garriga Nogués                       | BCIN 57-MH    | Eclecticisme, modernisme Enric Sagnier XIX-XX | Barcelona C. de la Diputació, 250                                              | 41° 23′ 20″ N, 2° 09′ 55″ E / 41.388892°N,2.165199°E | RI-51-0004400 | Casa Garriga Nogués (Barcelona) · Vegeu més fotos d'aquest monument · Carregueu una nova foto d'aquest monument       |
| Cases Cerdà                               | BCIN 295-CH   | Obra popular Antoni Valls i Galí XIX          | Barcelona C. Consell de Cent, 340 i 369-371, c. Roger de Llúria, 49-51 i 60-62 | 41° 23′ 36″ N, 2° 10′ 07″ E / 41.393268°N,2.168614°E | IPA-326       | Cases Cerdà (Barcelona) · Vegeu més fotos d'aquest monument · Carregueu una nova foto d'aquest monument               |
| Edifici Montaner i Simon, Fundació Tàpies | BCIN 296-MH   | Modernisme Lluís Domènech i Montaner XIX      | Barcelona C. Aragó, 255                                                        | 41° 23′ 30″ N, 2° 09′ 49″ E / 41.39167°N,2.16361°E   | RI-51-0009738 | Fundació Tàpies (Barcelona) · Vegeu més fotos d'aquest monument · Carregueu una nova foto d'aquest monument           |
| Casa Serra                                | BCIN 297-MH   | Modernisme Josep Puig i Cadafalch XX          | Barcelona C. Còrsega, 311 - rbla. Catalunya, 126                               | 41° 23′ 44″ N, 2° 09′ 28″ E / 41.39569°N,2.15778°E   | RI-51-0010611 | Casa Serra (Barcelona) · Vegeu més fotos d'aquest monument · Carregueu una nova foto d'aquest monument                |

## Monuments d'Interès Local
Monuments declarats com Béns Culturals d'Interès Local (BCIL), inclosos en el Catàleg de Patrimoni Arquitectònic de Barcelona amb el nivell de protecció B.
| Monument | Protecció | Estil/època | Localització | Coordenades                                          | Codi?     | Imatge |
| --- | --------- | --- | --- | ---------------------------------------------------- | --------- | --- |
| Casa Puig i Cadafalch | BCIL 2000 | Noucentisme Josep Puig i Cadafalch 1917 | Barcelona C. Provença, 231                                                                                               | 41° 23′ 35″ N, 2° 09′ 33″ E / 41.393169°N,2.159283°E | IPA-333   | Casa Puig i Cadafalch (Barcelona) · Vegeu més fotos d'aquest monument · Carregueu una nova foto d'aquest monument                            |
| Palau Robert i Torre Muñoz | BCIL 2000 | Neoclassicisme Henry Grandpierre; Joan Martorell i Montells; Raimon Duran i Reynals; Carles Solsona i Piña 1898; 1949; 1982-1984; 1987; 1994      | Barcelona Pg. Gràcia, 107                                                                                                | 41° 23′ 46″ N, 2° 09′ 34″ E / 41.396185°N,2.15937°E  | IPA-39047 | Palau Robert (Barcelona) · Vegeu més fotos d'aquest monument · Carregueu una nova foto d'aquest monument                                     |
| Parròquia de la Puríssima Concepció, Església de la Concepció (claustre del convent de Jonqueres i campanar de l'Església de Sant Miquel) | BCIL 2000 | Gòtic, historicisme Jeroni Granell i Mundet; Antoni Serrallach (capella del Santíssim) Final segle xiii; actual Capella del Santíssim: 1869       | Barcelona C. Aragó, 299 - ptge. Rector Oliveras, 1-5 - c. Roger de Llúria, 70                                            | 41° 23′ 41″ N, 2° 10′ 03″ E / 41.394722°N,2.1675°E   | IPA-40294 | Parròquia de la Puríssima Concepció (Barcelona) · Vegeu més fotos d'aquest monument · Carregueu una nova foto d'aquest monument              |
| Mercat de la Concepció | BCIL 2000 | Arquitectura de ferro Antoni Rovira i Trias; reforma: Albert de Pineda i Álvarez 1887-88; reforma: 1996-98                                        | Barcelona C. Aragó, 311 bis - c. València, 332 bis - ptge. Escoles, 2-4 - ptge. Mercat, 1-3                              | 41° 23′ 45″ N, 2° 10′ 07″ E / 41.39589°N,2.16868°E   | IPA-40295 | Mercat de la Concepció (Barcelona) · Vegeu més fotos d'aquest monument · Carregueu una nova foto d'aquest monument                           |
| Casa Manuel Felip, Fundació Vila Casas | BCIL 2000 | Modernisme Telm Fernàndez i Janot 1901 | Barcelona C. Ausiàs Marc, 20                                                                                             | 41° 23′ 27″ N, 2° 10′ 31″ E / 41.390864°N,2.175145°E | IPA-40299 | Casa Manuel Felip (Barcelona) · Vegeu més fotos d'aquest monument · Carregueu una nova foto d'aquest monument                                |
| Casa Francesc Burés i Borràs | BCIL 2000 | Modernisme, Art Déco Miquel Pascual i Tintorer; Francesc Berenguer i Mestres 1900-1905                                                            | Barcelona C. Ausiàs Marc, 30-32, c. Girona, 12-18                                                                        | 41° 23′ 29″ N, 2° 10′ 34″ E / 41.391389°N,2.176111°E | IPA-40301 | Casa Burés (Barcelona) · Vegeu més fotos d'aquest monument · Carregueu una nova foto d'aquest monument                                       |
| Casa Antoni Roger | BCIL 2000 | Eclecticisme amb influència neoclassicista Enric Sagnier i Villavecchia 1888-90                                                                   | Barcelona C. Ausiàs Marc, 33-35 - c. Girona, 20                                                                          | 41° 23′ 30″ N, 2° 10′ 32″ E / 41.391609°N,2.175648°E | IPA-40302 | Casa Antoni Roger (Barcelona) · Vegeu més fotos d'aquest monument · Carregueu una nova foto d'aquest monument                                |
| Casa Tomàs Roger | BCIL 2000 | Eclecticisme Enric Sagnier i Villavecchia 1892-95                                                                                                 | Barcelona C. Ausiàs Marc, 37-39                                                                                          | 41° 23′ 31″ N, 2° 10′ 34″ E / 41.391913°N,2.176148°E | IPA-40303 | Casa Tomàs Roger (Barcelona) · Vegeu més fotos d'aquest monument · Carregueu una nova foto d'aquest monument                                 |
| Casa Antònia Burés | BCIL 2000 | Modernisme Enric Pi; Juli Batllevell i Arús 1903-06                                                                                               | Barcelona C. Ausiàs Marc, 42-46                                                                                          | 41° 23′ 31″ N, 2° 10′ 35″ E / 41.391900°N,2.176500°E | IPA-40304 | Casa Antònia Burés (Barcelona) · Vegeu més fotos d'aquest monument · Carregueu una nova foto d'aquest monument                               |
| Casa taller dels germans Masriera | BCIL 2000 | Eclecticisme Josep Vilaseca i Casanova 1882 | Barcelona C. Bailèn, 70-72                                                                                               | 41° 23′ 44″ N, 2° 10′ 22″ E / 41.395660°N,2.172641°E | IPA-40308 | Casa taller dels germans Masriera (Barcelona) · Vegeu més fotos d'aquest monument · Carregueu una nova foto d'aquest monument                |
| Foment d'Obres i Construccions, actualment Fomento de Construcciones y Contratas                                                          | BCIL 2000 | Noucentisme Jaume Torres i Grau 1924 | Barcelona C. Balmes, 36-42                                                                                               | 41° 23′ 19″ N, 2° 09′ 50″ E / 41.388551°N,2.163816°E | IPA-40310 | Foment d'Obres i Construccions (Barcelona) · Vegeu més fotos d'aquest monument · Carregueu una nova foto d'aquest monument                   |
| Seu del Districte de l'Eixample, Tinència d'Alcaldia                                                                                      | BCIL 2000 | Eclecticisme historicista Pere Falqués i Urpí; reforma: Jaume Arderiu i Tomas Morató 1893; 1986-89; 1993-95                                       | Barcelona C. Aragó, 311 - c. Bruc, 100 - ptge. Escoles, 1-5 - ptge. Pla, 2-4                                             | 41° 23′ 43″ N, 2° 10′ 07″ E / 41.39531°N,2.16863°E   | IPA-40321 | Seu del Districte de l'Eixample (Barcelona) · Vegeu més fotos d'aquest monument · Carregueu una nova foto d'aquest monument                  |
| Conservatori Superior Municipal de Música, Conservatori del Bruc                                                                          | BCIL 2000 | Modernisme, noucentisme Antoni de Falguera i Sivilla 1916-28                                                                                      | Barcelona C. Bruc, 104-112 - ptge. Escoles, 7-11 - ptge. Pla, 1-3 - c. València, 330-332                                 | 41° 23′ 45″ N, 2° 10′ 04″ E / 41.395901°N,2.167839°E | IPA-40325 | Conservatori Superior Municipal de Música (Barcelona) · Vegeu més fotos d'aquest monument · Carregueu una nova foto d'aquest monument        |
| Casal Sant Jordi, antiga seu del Departament de Justícia de la Generalitat de Catalunya                                                   | BCIL 2000 | Art Déco, racionalisme Francesc Folguera i Grassi, Ignasi Sánchez Domènech 1929-31; reforma: 1989                                                 | Barcelona C. Casp, 24-26 - c. Pau Claris, 81                                                                             | 41° 23′ 22″ N, 2° 10′ 16″ E / 41.389413°N,2.171133°E | IPA-40335 | Casal Sant Jordi (Barcelona) · Vegeu més fotos d'aquest monument · Carregueu una nova foto d'aquest monument                                 |
| Casa Pia Batlló | BCIL 2000 | Modernisme gotitzant Josep Vilaseca i Casanovas 1891-96                                                                                           | Barcelona Rbla. Catalunya, 17 - Gran Via de les Corts Catalanes, 601                                                     | 41° 23′ 19″ N, 2° 09′ 59″ E / 41.388534°N,2.166513°E | IPA-40337 | Casa Pia Batlló (Barcelona) · Vegeu més fotos d'aquest monument · Carregueu una nova foto d'aquest monument                                  |
| Casa Heribert Pons, seu de la Conselleria d'Economia i Finances                                                                           | BCIL 2000 | Modernisme secession Alexandre Soler i March; Jordi Bonet i Armengol 1907-09; 1934; 1939-41; 1978                                                 | Barcelona Rbla. Catalunya, 19-21                                                                                         | 41° 23′ 19″ N, 2° 09′ 59″ E / 41.388719°N,2.166355°E | IPA-40338 | Casa Heribert Pons (Barcelona) · Vegeu més fotos d'aquest monument · Carregueu una nova foto d'aquest monument                               |
| Casa Jaume Moysi | BCIL 2000 | Eclecticisme Manuel Comas i Thos 1893-95 | Barcelona Rbla. Catalunya, 23                                                                                            | 41° 23′ 20″ N, 2° 09′ 58″ E / 41.388842°N,2.166183°E | IPA-40339 | Casa Jaume Moysi (Barcelona) · Vegeu més fotos d'aquest monument · Carregueu una nova foto d'aquest monument                                 |
| Casa Pratjusà | BCIL 2000 | Eclecticisme monumentalista Antoni Serra i Pujals 1892-94                                                                                         | Barcelona Rbla. Catalunya, 25                                                                                            | 41° 23′ 20″ N, 2° 09′ 58″ E / 41.388973°N,2.166032°E | IPA-40340 | Casa Pratjusà (Barcelona) · Vegeu més fotos d'aquest monument · Carregueu una nova foto d'aquest monument                                    |
| Casa Climent Asols, Casa Arola, Casa Margarita Blanch                                                                                     | BCIL 2000 | Historicisme Francesc de Paula Villar i Carmona 1900-02                                                                                           | Barcelona Rbla. Catalunya, 27                                                                                            | 41° 23′ 21″ N, 2° 09′ 57″ E / 41.389055°N,2.165890°E | IPA-40341 | Casa Climent Asols (Barcelona) · Vegeu més fotos d'aquest monument · Carregueu una nova foto d'aquest monument                               |
| Casa Rodolf Juncadella | BCIL 2000 | Eclecticisme Enric Sagnier i Villavecchia 1888-90                                                                                                 | Barcelona Rbla. Catalunya, 33                                                                                            | 41° 23′ 22″ N, 2° 09′ 55″ E / 41.389540°N,2.165229°E | IPA-40342 | Casa Rodolf Juncadella (Barcelona) · Vegeu més fotos d'aquest monument · Carregueu una nova foto d'aquest monument                           |
| Casa Dolors Calm, Casa Josep Déu | BCIL 2000 | Modernisme Josep Déu i Busquets; Josep Vilaseca i Casanova Construcció: 1879; reforma: 1903                                                       | Barcelona Rbla. Catalunya, 54                                                                                            | 41° 23′ 27″ N, 2° 09′ 51″ E / 41.390830°N,2.164035°E | IPA-40343 | Casa Dolors Calm (Barcelona) · Vegeu més fotos d'aquest monument · Carregueu una nova foto d'aquest monument                                 |
| Església de la Mare de Déu de Montsió (actualment Parròquia de Sant Raimon de Penyafort)                                                  | BCIL 2000 | Gòtic; medievalista Guillem Abiell; Joan Martorell Segles XIV-XV; 1882-90; 1945-49                                                                | Barcelona Rbla. Catalunya, 115                                                                                           | 41° 23′ 39″ N, 2° 09′ 33″ E / 41.394099°N,2.159080°E | IPA-40344 | Església de la Mare de Déu de Montsió (Barcelona) · Vegeu més fotos d'aquest monument · Carregueu una nova foto d'aquest monument            |
| Casa Antoni Costa, Casa Antònia Costa | BCIL 2000 | Modernisme Josep Domènech i Estapà 1904 | Barcelona Rbla. Catalunya, 122                                                                                           | 41° 23′ 43″ N, 2° 09′ 30″ E / 41.395180°N,2.158211°E | IPA-40345 | Casa Antoni Costa (Barcelona) · Vegeu més fotos d'aquest monument · Carregueu una nova foto d'aquest monument                                |
| Cinema Coliseum | BCIL 2000 | Eclecticisme Francesc de Paula Nebot i Torrents 1923                                                                                              | Barcelona Gran Via de les Corts Catalanes, 595-599                                                                       | 41° 23′ 17″ N, 2° 09′ 58″ E / 41.388102°N,2.166150°E | IPA-40358 | Cinema Coliseum (Barcelona) · Vegeu més fotos d'aquest monument · Carregueu una nova foto d'aquest monument                                  |
| Plaça de Toros Monumental | BCIL 2000 | Historicisme neomudèjar Ignasi Mas i Morell, Domènec Sugranyes 1915                                                                               | Barcelona Gran Via de les Corts Catalanes, 749 - c. Marina, 180-196 - c. Diputació, 430-450 - c. Lepant, 177-193         | 41° 24′ 01″ N, 2° 10′ 53″ E / 41.400258°N,2.181328°E | IPA-40359 | Plaça de Toros Monumental (Barcelona) · Vegeu més fotos d'aquest monument · Carregueu una nova foto d'aquest monument                        |
| Grup Escolar Ramon Llull | BCIL 2000 | Noucentisme Josep Goday i Casals 1918-23 | Barcelona Av. Diagonal, 269-275 - c. Marina, 203 - c. Consell de cent, 495-513 - pl. Pablo Neruda - c. Sardenya, 262-272 | 41° 24′ 03″ N, 2° 10′ 41″ E / 41.400878°N,2.178122°E | IPA-40363 | Grup Escolar Ramon Llull (Barcelona) · Vegeu més fotos d'aquest monument · Carregueu una nova foto d'aquest monument                         |
| Casa Planells | BCIL 2000 | Modernisme tardà Josep Maria Jujol i Gibert 1923-24                                                                                               | Barcelona Av. Diagonal, 332 - c. Sicília, 195                                                                            | 41° 24′ 02″ N, 2° 10′ 29″ E / 41.400583°N,2.174658°E | IPA-40364 | Casa Planells (Barcelona) · Vegeu més fotos d'aquest monument · Carregueu una nova foto d'aquest monument                                    |
| Monument a Mossèn Jacint Verdaguer | BCIL 2000 | Noucentisme Josep M. Pericas, Joan Borrell i Nicolau 1912-1924                                                                                    | Barcelona Pl. de Jacint Verdaguer (cruïlla av. Diagonal - pg. St. Joan - c. Mallorca)                                    | 41° 23′ 57″ N, 2° 10′ 12″ E / 41.399106°N,2.169944°E | IPA-40365 | Monument a Mossèn Jacint Verdaguer (Barcelona) · Vegeu més fotos d'aquest monument · Carregueu una nova foto d'aquest monument               |
| Casa Joan Comalat, Casa de la Bola | BCIL 2000 | Modernisme Salvador Valeri i Popurull 1909-1911; restauració: 1987                                                                                | Barcelona Av. Diagonal, 442 - c. Còrsega, 316                                                                            | 41° 23′ 50″ N, 2° 09′ 38″ E / 41.397202°N,2.160608°E | IPA-40367 | Casa Joan Comalat (Barcelona) · Vegeu més fotos d'aquest monument · Carregueu una nova foto d'aquest monument                                |
| Casa Berenguer, Casa Casimir Clapés | BCIL 2000 | Modernisme Joaquim i Bonaventura Bassegoda i Amigó 1907-08                                                                                        | Barcelona C. Diputació, 246                                                                                              | 41° 23′ 19″ N, 2° 09′ 54″ E / 41.388637°N,2.164862°E | IPA-40371 | Casa Berenguer (Barcelona) · Vegeu més fotos d'aquest monument · Carregueu una nova foto d'aquest monument                                   |
| Casa Miquel Ibarz, Casa Clapés | BCIL 2000 | Modernisme Salvador Soteras i Taberner 1901-04 | Barcelona C. Diputació, 248                                                                                              | 41° 23′ 20″ N, 2° 09′ 54″ E / 41.388766°N,2.165030°E | IPA-40372 | Casa Ibarz Bernat (Barcelona) · Vegeu més fotos d'aquest monument · Carregueu una nova foto d'aquest monument                                |
| Casa Isabel Pomar | BCIL 2000 | Modernisme Joan Rubió i Bellvé 1904-06 | Barcelona C. Girona, 86                                                                                                  | 41° 23′ 44″ N, 2° 10′ 13″ E / 41.395693°N,2.170317°E | IPA-40386 | Casa Isabel Pomar (Barcelona) · Vegeu més fotos d'aquest monument · Carregueu una nova foto d'aquest monument                                |
| Casa Vicenç Bofill, Casa Lamadrid | BCIL 2000 | Modernisme Lluís Domènech i Montaner 1902 | Barcelona C. Girona, 113                                                                                                 | 41° 23′ 49″ N, 2° 10′ 05″ E / 41.396998°N,2.168163°E | IPA-40387 | Casa Vicenç Bofill (Barcelona) · Vegeu més fotos d'aquest monument · Carregueu una nova foto d'aquest monument                               |
| Casa Jeroni Francesc Granell, Casa Granell                                                                                                | BCIL 2000 | Modernisme Jeroni F. Granell i Manresa 1901-03 | Barcelona C. Girona, 122                                                                                                 | 41° 23′ 50″ N, 2° 10′ 05″ E / 41.397359°N,2.168102°E | IPA-40388 | Casa Jeroni Francesc Granell (Barcelona) · Vegeu més fotos d'aquest monument · Carregueu una nova foto d'aquest monument                     |
| Cases Rocamora | BCIL 2000 | Modernisme Joaquim i Bonaventura Bassegoda i Amigó 1914-20                                                                                        | Barcelona Pg. de Gràcia, 6-14 - Casp, 1                                                                                  | 41° 23′ 20″ N, 2° 10′ 10″ E / 41.388880°N,2.169518°E | IPA-40390 | Cases Rocamora (Barcelona) · Vegeu més fotos d'aquest monument · Carregueu una nova foto d'aquest monument                                   |
| Casa Malagrida | BCIL 2000 | Modernisme Joaquim Codina i Matalí 1905-08 | Barcelona Pg. Gràcia, 27                                                                                                 | 41° 23′ 26″ N, 2° 09′ 58″ E / 41.390669°N,2.166168°E | IPA-40393 | Casa Malagrida (Barcelona) · Vegeu més fotos d'aquest monument · Carregueu una nova foto d'aquest monument                                   |
| Cases Pascual i Pons | BCIL 2000 | Historicisme Enric Sagnier i Villavecchia 1890-91; reforma: 1984                                                                                  | Barcelona Pg. Gràcia, 2-4 - rda. Sant Pere, 1 - c. Casp, 2-4                                                             | 41° 23′ 18″ N, 2° 10′ 13″ E / 41.388375°N,2.170279°E | IPA-40395 | Cases Pascual i Pons (Barcelona) · Vegeu més fotos d'aquest monument · Carregueu una nova foto d'aquest monument                             |
| Palau Marcet, Teatre Comèdia, Cinema Comèdia                                                                                              | BCIL 2000 | Eclecticisme academicista Tiberi Sabater i Carner; reforma: Pere Domènech i Roure 1887; reforma: 1934                                             | Barcelona Pg. Gràcia, 13 - Gran Via Corts Catalanes, 609                                                                 | 41° 23′ 22″ N, 2° 10′ 04″ E / 41.389397°N,2.167697°E | IPA-40397 | Palau Marcet (Barcelona) · Vegeu més fotos d'aquest monument · Carregueu una nova foto d'aquest monument                                     |
| Casa Lleó Morera | BCIL 2000 | Modernisme Lluís Domènech i Montaner; Òscar Tusquets; Carles Diaz 1905; 1943; 1988-89                                                             | Barcelona Pg. Gràcia, 35                                                                                                 | 41° 23′ 29″ N, 2° 09′ 56″ E / 41.391253°N,2.165462°E | IPA-40399 | Casa Lleó Morera (Barcelona) · Vegeu més fotos d'aquest monument · Carregueu una nova foto d'aquest monument                                 |
| Casa Vídua Marfà | BCIL 2000 | Historicisme Manuel Comas i Thos 1901-05 | Barcelona Pg. Gràcia, 66 - c. València, 274-276                                                                          | 41° 23′ 36″ N, 2° 09′ 51″ E / 41.393210°N,2.164293°E | IPA-40400 | Casa Vídua Marfà (Barcelona) · Vegeu més fotos d'aquest monument · Carregueu una nova foto d'aquest monument                                 |
| Casa Enric Batlló (Hotel Condes de Barcelona)                                                                                             | BCIL 2000 | Esteticisme medievalitzant Josep Vilaseca i Casanovas 1895-96                                                                                     | Barcelona Pg. Gràcia, 75 - c. Mallorca, 259-263                                                                          | 41° 23′ 38″ N, 2° 09′ 44″ E / 41.393856°N,2.162230°E | IPA-40401 | Casa Enric Batlló (Barcelona) · Vegeu més fotos d'aquest monument · Carregueu una nova foto d'aquest monument                                |
| Casa Casas-Carbó | BCIL 2000 | Modernisme Antoni Rovira i Rabassa, Josep Pascó Mensa 1894; reforma: 1902                                                                         | Barcelona Pg. Gràcia, 96                                                                                                 | 41° 23′ 44″ N, 2° 09′ 41″ E / 41.395446°N,2.161375°E | IPA-40402 | Casa Casas-Carbó (Barcelona) · Vegeu més fotos d'aquest monument · Carregueu una nova foto d'aquest monument                                 |
| Edifici de La Unión y El Fénix Español | BCIL 2000 | Monumentalisme academicista Eusebi Bona i Puig; Saint Marceau i Frederic Marés 1927-31                                                            | Barcelona Pg. Gràcia, 21 - c. Diputació, 265-267                                                                         | 41° 23′ 25″ N, 2° 10′ 00″ E / 41.390313°N,2.166589°E | IPA-40403 | Edifici de La Unión y El Fénix Español (Barcelona) · Vegeu més fotos d'aquest monument · Carregueu una nova foto d'aquest monument           |
| Palau Montaner, Delegació del Govern a Catalunya                                                                                          | BCIL 2000 | Modernisme Josep Domènech i Estapà; Lluís Domènech i Montaner; 1889; 1891-96                                                                      | Barcelona C. Mallorca, 278 - c. Roger de Llúria, 99-101                                                                  | 41° 23′ 44″ N, 2° 09′ 55″ E / 41.395581°N,2.165173°E | IPA-40424 | Palau (Barcelona) · Vegeu més fotos d'aquest monument · Carregueu una nova foto d'aquest monument                                            |
| Casa Carles de Casades, Palau Casades, Col·legi d'Advocats de Barcelona, Casa del Faune                                                   | BCIL 2000 | Eclecticisme Antoni Serra i Pujals; ampliació: Agustí Borrell i Sensat 1883-85; 1922; 1950-53                                                     | Barcelona c. Mallorca, 283 - c. Roger de Llúria, 103-111                                                                 | 41° 23′ 45″ N, 2° 09′ 53″ E / 41.395926°N,2.164854°E | IPA-40425 | Casa Carles de Casades (Barcelona) · Vegeu més fotos d'aquest monument · Carregueu una nova foto d'aquest monument                           |
| Casa Josep Thomas | BCIL 2000 | Modernisme Lluís Domènech i Montaner; Francesc Guàrdia i Vial; Cristian Cirici i Alomar 1895-98; ampliació: 1912; reforma: 1979                   | Barcelona C. Mallorca, 291-293                                                                                           | 41° 23′ 47″ N, 2° 09′ 57″ E / 41.396438°N,2.165765°E | IPA-40426 | Casa Josep Thomas (Barcelona) · Vegeu més fotos d'aquest monument · Carregueu una nova foto d'aquest monument                                |
| Fàbrica Myrurgia | BCIL 2000 | Racionalisme Antoni Puig i Gairalt 1928-30 | Barcelona C. Mallorca, 351-365 - c. Nàpols, 238-246                                                                      | 41° 24′ 04″ N, 2° 10′ 20″ E / 41.401168°N,2.172110°E | IPA-40427 | Fàbrica Myrurgia (Barcelona) · Vegeu més fotos d'aquest monument · Carregueu una nova foto d'aquest monument                                 |
| Torre de les Aigües de l'Eixample | BCIL 2000 | Eclecticisme Josep Oriol Mestres i Esplugas 1867; ampliació: 1870; rehabilitació: 1986-87                                                         | Barcelona C. Roger de Llúria, 56 (interior d'illa)                                                                       | 41° 23′ 36″ N, 2° 10′ 11″ E / 41.393267°N,2.169844°E | IPA-40459 | Torre de les Aigües de l'Eixample (Barcelona) · Vegeu més fotos d'aquest monument · Carregueu una nova foto d'aquest monument                |
| Cases Josefa Villanueva | BCIL 2000 | Modernisme Juli M. Fossas i Martínez 1904-1909 | Barcelona C. Roger de Llúria, 80 - c. València, 312                                                                      | 41° 23′ 42″ N, 2° 10′ 00″ E / 41.395056°N,2.166688°E | IPA-40460 | Cases Josefa Villanueva (Barcelona) · Vegeu més fotos d'aquest monument · Carregueu una nova foto d'aquest monument                          |
| Antic Convent i església de les Saleses, Parròquia de Sant Francesc de Sales, Col·legi Maristes: La Immaculada                            | BCIL 2000 | Historicisme Joan Martorell i Montells 1882-85 | Barcelona Pg. Sant Joan, 88-92 - c. Roger de Flor, 171 - c. València, 370                                                | 41° 23′ 54″ N, 2° 10′ 18″ E / 41.398326°N,2.171628°E | IPA-40468 | Convent i església de les Saleses (Barcelona) · Vegeu més fotos d'aquest monument · Carregueu una nova foto d'aquest monument                |
| Casa Pablo Ubarri, Casa Santurce | BCIL 2000 | Modernisme Miquel Madorell i Rius 1902-05 | Barcelona C. València, 293                                                                                               | 41° 23′ 44″ N, 2° 10′ 01″ E / 41.395659°N,2.166988°E | IPA-40480 | Casa Pablo Ubarri (Barcelona) · Vegeu més fotos d'aquest monument · Carregueu una nova foto d'aquest monument                                |
| Casa Elizalde, Casa Jaurés | BCIL 2000 | Eclecticisme Emili Sala i Cortés 1888 | Barcelona C. València, 302                                                                                               | 41° 23′ 40″ N, 2° 09′ 57″ E / 41.394504°N,2.165913°E | IPA-40481 | Casa Elizalde (Barcelona) · Vegeu més fotos d'aquest monument · Carregueu una nova foto d'aquest monument                                    |
| Casa Manuel Llopis Bofill | BCIL 2000 | Modernisme Antoni M. Gallissà i Soqué 1902 | Barcelona C. València, 339 - c. Bailèn, 113                                                                              | 41° 23′ 51″ N, 2° 10′ 10″ E / 41.397625°N,2.169453°E | IPA-40482 | Casa Manuel Llopis Bofill (Barcelona) · Vegeu més fotos d'aquest monument · Carregueu una nova foto d'aquest monument                        |
| Central Catalana d'Electricitat, Hidroelèctrica de Catalunya, Fecsa                                                                       | BCIL 2000 | Arquitectura del ferro Pere Falqués i Urpí, Antoni Costa; Telm Fernández 1896-99; 1910                                                            | Barcelona Av. Vilanova, 12 - c. Roger de Flor, 52                                                                        | 41° 23′ 32″ N, 2° 10′ 54″ E / 41.392223°N,2.181584°E | IPA-40486 | Central Catalana d'Electricitat (Barcelona) · Vegeu més fotos d'aquest monument · Carregueu una nova foto d'aquest monument                  |
| Estació del Nord, Estació MZA | BCIL 2000 | Academicisme, modernisme Demetri Ribes i Marco 1861, 1910-15                                                                                      | Barcelona C. Nàpols, 42-80 - c. Alí Bei, 54-80                                                                           | 41° 23′ 39″ N, 2° 10′ 58″ E / 41.394142°N,2.182742°E | IPA-40487 | Estació del Nord (Barcelona) · Vegeu més fotos d'aquest monument · Carregueu una nova foto d'aquest monument                                 |
| Casa Juncosa | BCIL 2000 | Modernisme Salvador Viñals Sabaté 1907-09 | Barcelona Rbla. Catalunya, 78                                                                                            | 41° 23′ 32″ N, 2° 09′ 43″ E / 41.392328°N,2.162014°E | IPA-41167 | Casa Juncosa (Barcelona) · Vegeu més fotos d'aquest monument · Carregueu una nova foto d'aquest monument                                     |
| Casa Camil Mulleras | BCIL 2000 | Modernisme Enric Sagnier i Villavecchia 1904 | Barcelona Gran Via de les Corts Catalanes, 654                                                                           | 41° 23′ 27″ N, 2° 10′ 14″ E / 41.390759°N,2.170527°E | IPA-41171 | Casa Camil Mulleras (Barcelona) · Vegeu més fotos d'aquest monument · Carregueu una nova foto d'aquest monument                              |
| Casa Maria Robert | BCIL 2000 | Eclecticisme Salvador Viñals 1888-90 | Barcelona Gran Via de les Corts Catalanes, 684                                                                           | 41° 23′ 34″ N, 2° 10′ 24″ E / 41.392825°N,2.173210°E | IPA-41172 | Casa Maria Robert (Barcelona) · Vegeu més fotos d'aquest monument · Carregueu una nova foto d'aquest monument                                |
| Casa Fabra, Casa Josep Fabra | BCIL 2000 | Eclecticisme Enric Sagnier i Villavecchia 1894-1896                                                                                               | Barcelona C. Diputació, 329                                                                                              | 41° 23′ 38″ N, 2° 10′ 18″ E / 41.393995°N,2.171575°E | IPA-41175 | Casa Fabra (Barcelona) · Vegeu més fotos d'aquest monument · Carregueu una nova foto d'aquest monument                                       |
| Casa Vilà | BCIL 2000 | Modernisme Joan Maymó i Cabanellas 1913-1916 | Barcelona C. Girona, 46                                                                                                  | 41° 23′ 37″ N, 2° 10′ 23″ E / 41.393642°N,2.172940°E | IPA-41182 | Casa Vilà (Barcelona) · Vegeu més fotos d'aquest monument · Carregueu una nova foto d'aquest monument                                        |
| Casa Olano | BCIL 2000 | Eclecticisme Tiberi Sabater i Carner 1880-1885 | Barcelona Pg. Gràcia, 60                                                                                                 | 41° 23′ 34″ N, 2° 09′ 53″ E / 41.392838°N,2.164682°E | IPA-41183 | Casa Olano (Barcelona) · Vegeu més fotos d'aquest monument · Carregueu una nova foto d'aquest monument                                       |
| Casa Iglesias, abans Casa Farreras | BCIL 2000 | Modernisme Antoni Millàs i Figuerola (plànols signats per Lluís Domènech i Montaner); ascensor: Josep M. Jujol i Gibert 1899-1900; ascensor: 1913 | Barcelona C. Mallorca, 284                                                                                               | 41° 23′ 46″ N, 2° 09′ 57″ E / 41.396152°N,2.165822°E | IPA-41187 | Casa Iglesias (Barcelona) · Vegeu més fotos d'aquest monument · Carregueu una nova foto d'aquest monument                                    |
| Casa Vallet i Xiró | BCIL 2000 | Modernisme Josep M. Barenys i Gambús 1912-1913 | Barcelona C. Mallorca, 302                                                                                               | 41° 23′ 49″ N, 2° 10′ 01″ E / 41.396939°N,2.166955°E | IPA-41188 | Casa Vallet i Xiró (Barcelona) · Vegeu més fotos d'aquest monument · Carregueu una nova foto d'aquest monument                               |
| Monument al Doctor Robert | BCIL 2000 | Modernisme Josep Llimona 1904-1910; 1940; 1985 | Barcelona Pl. Tetuan | 41° 23′ 42″ N, 2° 10′ 32″ E / 41.394933°N,2.175598°E | IPA-41224 | Monument al Doctor Robert (Barcelona) · Vegeu més fotos d'aquest monument · Carregueu una nova foto d'aquest monument                        |
| Casa Domènech i Estapà | BCIL 2000 | Modernisme Josep Domènech i Estapà 1908-1909 | Barcelona C. València, 241                                                                                               | 41° 23′ 32″ N, 2° 09′ 45″ E / 41.392286°N,2.162536°E | IPA-41225 | Casa Domènech i Estapà (Barcelona) · Vegeu més fotos d'aquest monument · Carregueu una nova foto d'aquest monument                           |
| Teatre Tívoli | BCIL 2000 | Noucentisme Miquel Madorell i Rius 1917-1919 | Barcelona C. Casp, 6-20                                                                                                  | 41° 23′ 20″ N, 2° 10′ 13″ E / 41.388894°N,2.170311°E | IPA-41296 | Teatre Tívoli (Barcelona) · Vegeu més fotos d'aquest monument · Carregueu una nova foto d'aquest monument                                    |
| Passatge de Permanyer | BCIL 2000 | Eclecticisme, Art Déco Jeroni Granell i Barrera 1864                                                                                              | Barcelona Ptge. Permanyer, 1-19                                                                                          | 41° 23′ 31″ N, 2° 10′ 05″ E / 41.392048°N,2.168172°E | IPA-41298 | Passatge Permanyer (Barcelona) · Vegeu més fotos d'aquest monument · Carregueu una nova foto d'aquest monument                               |
| Palau del Marquès de Santa Isabel | BCIL 2000 | Eclecticisme Josep Fontseré i Mestres 1883-1884; 1945                                                                                             | Barcelona Pg. Sant Joan, 39-41 - c. Diputació, 355                                                                       | 41° 23′ 46″ N, 2° 10′ 25″ E / 41.396035°N,2.173691°E | IPA-41302 | Palau del Marqués de Santa Isabel (Barcelona) · Vegeu més fotos d'aquest monument · Carregueu una nova foto d'aquest monument                |
| Farmàcia Galup | BCIL 2016 | XX | Barcelona C. Pau Claris, 83 - c. Casp, 23                                                                                | 41° 23′ 23″ N, 2° 10′ 15″ E / 41.38970°N,2.17086°E   | IPA-43398 | Farmàcia Galup (Barcelona) · Vegeu més fotos d'aquest monument · Carregueu una nova foto d'aquest monument                                   |
| Editorial Boileau | BCIL 2016 | Racionalisme Isidre Puig i Boada 1939 | Barcelona C. Provença, 287                                                                                               | 41° 23′ 48″ N, 2° 09′ 49″ E / 41.396587°N,2.163749°E | IPA-43599 | Editorial Boileau (Barcelona) · Vegeu més fotos d'aquest monument · Carregueu una nova foto d'aquest monument                                |
| Farmàcia Ferrer Argelaguet, antiga Farmàcia Robert                                                                                        | BCIL 2016 | Modernisme Ignasi Raventós i Amiguet 1904-1906 | Barcelona C. Roger de Llúria, 74-78                                                                                      | 41° 23′ 41″ N, 2° 10′ 01″ E / 41.394848°N,2.166830°E | IPA-43600 | Farmàcia Ferrer Argelaguet (Barcelona) · Vegeu més fotos d'aquest monument · Carregueu una nova foto d'aquest monument                       |
| Casa Ramon Oller | BCIL 2000 | Eclecticisme Eduard Fontseré, Pau Salvat i Espasa 1871, reforma 1900                                                                              | Barcelona Gran Via de les Corts Catalanes, 658                                                                           | 41° 23′ 28″ N, 2° 10′ 15″ E / 41.391026°N,2.170819°E | IPA-43751 | Casa Ramon Oller (Barcelona) · Vegeu més fotos d'aquest monument · Carregueu una nova foto d'aquest monument                                 |
| Casa Mercè Ymbern de Cardenal | BCIL 2000 | Racionalisme Raimon Duran i Reynals 1934-1940 | Barcelona C. Roger de Llúria, 134 - c. Còrsega, 364                                                                      | 41° 23′ 54″ N, 2° 09′ 44″ E / 41.398439°N,2.162156°E | IPA-46308 | Casa Mercè Ymbern de Cardenal (Barcelona) · Vegeu més fotos d'aquest monument · Carregueu una nova foto d'aquest monument                    |
| Casa Àngel Batlló | BCIL 2000 | Modernisme Josep Vilaseca i Casanovas 1891-1896                                                                                                   | Barcelona C. Mallorca, 253-257                                                                                           | 41° 23′ 36″ N, 2° 09′ 42″ E / 41.393319°N,2.161687°E | IPA-49273 | Casa Àngel Batlló (Barcelona) · Vegeu més fotos d'aquest monument · Carregueu una nova foto d'aquest monument                                |
| Monument a Rafael Casanova | BCIL 2000 | Academicisme 1886; 1914; 1916; 1939; 1977 | Barcelona Rda. Sant Pere - c. Alí Bey                                                                                    | 41° 23′ 27″ N, 2° 10′ 39″ E / 41.39088°N,2.17747°E   | IPA-52200 | Monument a Rafael Casanova (Barcelona) · Vegeu més fotos d'aquest monument · Carregueu una nova foto d'aquest monument                       |
| Casa Antònia Puget | BCIL 2000 | Modernisme Ramon Viñolas i Llosas (atribuït). Roc Cot i Cot (signatari del projecte) 1904-1906                                                    | Barcelona C. Ausiàs Marc, 22                                                                                             | 41° 23′ 27″ N, 2° 10′ 31″ E / 41.390958°N,2.175290°E | IPA-52219 | Casa Antònia Puget (Barcelona) · Vegeu més fotos d'aquest monument · Carregueu una nova foto d'aquest monument                               |
| Casa Salvadó | BCIL 2000 | Eclecticisme Juli Batllevell i Arús 1902-1907 | Barcelona C. Casp, 46 | 41° 23′ 27″ N, 2° 10′ 22″ E / 41.390826°N,2.172863°E | IPA-52222 | Casa Salvadó (Barcelona) · Vegeu més fotos d'aquest monument · Carregueu una nova foto d'aquest monument                                     |
| Casa Fargas | BCIL 2000 | Modernisme Enric Sagnier i Villavecchia 1902-1904                                                                                                 | Barcelona Rbla. Catalunya, 47                                                                                            | 41° 23′ 25″ N, 2° 09′ 51″ E / 41.390376°N,2.164128°E | IPA-52223 | Casa Fargas (Barcelona) · Vegeu més fotos d'aquest monument · Carregueu una nova foto d'aquest monument                                      |
| Fanals-banc del passeig de Gràcia | BCIL 2000 | Modernisme Pere Falqués i Urpí, Manuel Ballarín i Lancuentra 1906                                                                                 | Barcelona Pg. Gràcia | 41° 23′ 25″ N, 2° 10′ 02″ E / 41.3903°N,2.1672°E     | IPA-52260 | Fanals-banc del passeig de Gràcia (Barcelona) · Vegeu més fotos d'aquest monument · Carregueu una nova foto d'aquest monument                |
| Edifici d'oficines, abans Hispano Olivetti                                                                                                | BCIL 2000 | Darreres tendències L. Belgioioso, E. Peressutti, E.N. Rogers 1960-1964                                                                           | Barcelona Rda. Universitat, 18                                                                                           | 41° 23′ 12″ N, 2° 10′ 03″ E / 41.386759°N,2.167426°E | IPA-52278 | Edifici d'oficines, abans Hispano Olivetti (Barcelona) · Vegeu més fotos d'aquest monument · Carregueu una nova foto d'aquest monument       |
| Casa Ferrer-Vidal | BCIL 2000 | Modernisme Enric Sagnier i Villavecchia 1905-1907                                                                                                 | Barcelona C. Provença, 267-269                                                                                           | 41° 23′ 44″ N, 2° 09′ 44″ E / 41.395613°N,2.162311°E | IPA-52279 | Casa Ferrer-Vidal (Barcelona) · Vegeu més fotos d'aquest monument · Carregueu una nova foto d'aquest monument                                |
| Casa Pere Llibre | BCIL 2000 | Historicisme neomudèjar Domènec Balet i Nadal; Pere Bassegoda i Mateu 1872, 1891-1900, 1950-1962, 1993-1994                                       | Barcelona Pg. Gràcia, 24                                                                                                 | 41° 23′ 25″ N, 2° 10′ 04″ E / 41.390178°N,2.167902°E | IPA-52281 | Casa Pere Llibre (Barcelona) · Vegeu més fotos d'aquest monument · Carregueu una nova foto d'aquest monument                                 |
| Casa Mulleras | BCIL 2000 | Modernisme, neoclassicisme Enric Sagnier i Villavecchia 1906                                                                                      | Barcelona Pg. Gràcia, 37                                                                                                 | 41° 23′ 29″ N, 2° 09′ 55″ E / 41.391381°N,2.165301°E | IPA-52283 | Casa Mulleras (Barcelona) · Vegeu més fotos d'aquest monument · Carregueu una nova foto d'aquest monument                                    |
| Casa Bonet, Casa Delfina Bonet | BCIL 2000 | Eclecticisme Marcel·lí Coquillat i Llofriu, arquitecte; Jaume Brossa i Mascaró, mestre d'obres 1871, 1901, 1915                                   | Barcelona Pg. Gràcia, 39                                                                                                 | 41° 23′ 29″ N, 2° 09′ 55″ E / 41.391482°N,2.165186°E | IPA-52286 | Casa Bonet (Barcelona) · Vegeu més fotos d'aquest monument · Carregueu una nova foto d'aquest monument                                       |
| Casa Codina | BCIL 2000 | Modernisme Antoni Rovira i Rabassa 1898, 1990-1991                                                                                                | Barcelona Pg. Gràcia, 94                                                                                                 | 41° 23′ 43″ N, 2° 09′ 41″ E / 41.395406°N,2.161452°E | IPA-52289 | Casa Codina (Barcelona) · Vegeu més fotos d'aquest monument · Carregueu una nova foto d'aquest monument                                      |
| Edifici de la Union des Assurances de Paris, abans de la Sociedad La Educación Femenina                                                   | BCIL 2000 | Eclecticisme Enric Sagnier i Villavecchia 1913 | Barcelona Pg. Gràcia, 33 - c. Consell de Cent, 310                                                                       | 41° 23′ 27″ N, 2° 09′ 57″ E / 41.390920°N,2.165749°E | IPA-52291 | Edifici de la Union des Assurances de Paris (Barcelona) · Vegeu més fotos d'aquest monument · Carregueu una nova foto d'aquest monument      |
| Casa Pere Salisachs | BCIL 2000 | Modernisme Salvador Viñals Sabaté (atribuïda a Melcior Viñals) 1904-1911                                                                          | Barcelona C. Roger de Llúria, 72                                                                                         | 41° 23′ 41″ N, 2° 10′ 01″ E / 41.394754°N,2.166916°E | IPA-52294 | Casa Pere Salisachs (Barcelona) · Vegeu més fotos d'aquest monument · Carregueu una nova foto d'aquest monument                              |
| Casa Felip | BCIL 2000 | Modernisme Telm Fernández i Janot 1911-1913 | Barcelona C. Ausiàs Marc, 16-18                                                                                          | 41° 23′ 27″ N, 2° 10′ 30″ E / 41.390718°N,2.174974°E | IPA-52313 | Casa Felip (Barcelona) · Vegeu més fotos d'aquest monument · Carregueu una nova foto d'aquest monument                                       |
| Cases Armenteras i Parellada, Cases Francesc Lalanne                                                                                      | BCIL 2000 | Modernisme Arnau Calvet i Peyronil 1909 i 1907 | Barcelona C. Provença, 324 i 326                                                                                         | 41° 23′ 49″ N, 2° 09′ 53″ E / 41.397043°N,2.164700°E | IPA-52314 | Cases Armenteras i Parellada (Barcelona) · Vegeu més fotos d'aquest monument · Carregueu una nova foto d'aquest monument                     |
| Cases Cabot | BCIL 2000 | Modernisme Josep Vilaseca i Casanovas 1901-1904                                                                                                   | Barcelona C. Roger de Llúria, 8-14                                                                                       | 41° 23′ 25″ N, 2° 10′ 23″ E / 41.390201°N,2.173012°E | IPA-52316 | Cases Cabot (Barcelona) · Vegeu més fotos d'aquest monument · Carregueu una nova foto d'aquest monument                                      |
| Casa Rovira | BCIL 2000 | Modernisme Andreu Audet i Puig 1899 | Barcelona C. Rosselló, 247                                                                                               | 41° 23′ 42″ N, 2° 09′ 33″ E / 41.394921°N,2.159218°E | IPA-52318 | Casa Rovira (Barcelona) · Vegeu més fotos d'aquest monument · Carregueu una nova foto d'aquest monument                                      |
| Edifici Companyia Ocaso, abans Edifici Companyia Fabra i Coats                                                                            | BCIL 2000 | Monumentalisme Academicista Raimon Duran i Reynals 1941-1944                                                                                      | Barcelona C. Bruc, 50 - Gran Via de les Corts Catalanes, 676                                                             | 41° 23′ 32″ N, 2° 10′ 21″ E / 41.392212°N,2.172593°E | IPA-52327 | Edifici Companyia Ocaso (Barcelona) · Vegeu més fotos d'aquest monument · Carregueu una nova foto d'aquest monument                          |
| Casa Agustí Anglora | BCIL 2000 | Modernisme Ignasi Raventós i Amiguet 1904-1906 | Barcelona C. Roger de Llúria, 74-78                                                                                      | 41° 23′ 41″ N, 2° 10′ 01″ E / 41.39485°N,2.16683°E   | IPA-52331 | Casa Agustí Anglora (Barcelona) · Vegeu més fotos d'aquest monument · Carregueu una nova foto d'aquest monument                              |
| Edifici d'habitatges al carrer del Rosselló, 245                                                                                          | BCIL 2000 | Modernisme 1900 aprox. | Barcelona C. Rosselló, 245                                                                                               | 41° 23′ 41″ N, 2° 09′ 33″ E / 41.394846°N,2.159119°E | IPA-52334 | Edifici d'habitatges al carrer del Rosselló, 245 (Barcelona) · Vegeu més fotos d'aquest monument · Carregueu una nova foto d'aquest monument |
| Edifici d'habitatges al carrer del Rosselló, 253                                                                                          | BCIL 2000 | Historicisme 1930 aprox. | Barcelona C. Rosselló, 253                                                                                               | 41° 23′ 43″ N, 2° 09′ 34″ E / 41.395200°N,2.159556°E | IPA-52336 | Edifici d'habitatges al carrer del Rosselló, 253 (Barcelona) · Vegeu més fotos d'aquest monument · Carregueu una nova foto d'aquest monument |
| Antic cobert industrial, actualment El Nacional                                                                                           | BCIL 2000 | Arquitectura industrial Últim terç del segle XIX                                                                                                  | Barcelona Pg. Gràcia, 24 bis, a l'interior de l'illa                                                                     | 41° 23′ 26″ N, 2° 10′ 06″ E / 41.390495°N,2.168228°E | IPA-53118 | Antic cobert industrial (Barcelona) · Vegeu més fotos d'aquest monument · Carregueu una nova foto d'aquest monument                          |
| Font de Diana | BCIL 2000 | Venanci Vallmitjana Barbany 1913 | Barcelona Gran Via de les Corts Catalanes - c. Roger de Llúria                                                           | 41° 23′ 30″ N, 2° 10′ 16″ E / 41.39162°N,2.17120°E   | IPA-53249 | Font de Diana (Barcelona) · Vegeu més fotos d'aquest monument · Carregueu una nova foto d'aquest monument                                    |
| Farmàcia Doctor Palomas, posteriorment Farmàcia Viladot                                                                                   | BCIL 2000 | Modernisme Fèlix Cardelach 1906-1907 | Barcelona Rda. Sant Pere, 40 - c. Bruc 10                                                                                | 41° 23′ 23″ N, 2° 10′ 33″ E / 41.389792°N,2.175695°E | IPA-53250 | Farmàcia Doctor Palomas (Barcelona) · Vegeu més fotos d'aquest monument · Carregueu una nova foto d'aquest monument                          |
| Casa Vallet, Casa Dolors Xiró vídua de Vallet                                                                                             | BCIL 2000 | Eclecticisme Josep M. Barenys i Gambús 1913-14 | Barcelona C. Mallorca, 304                                                                                               | 41° 23′ 49″ N, 2° 10′ 01″ E / 41.397020°N,2.167069°E | IPA-53286 | Casa Vallet (Barcelona) · Vegeu més fotos d'aquest monument · Carregueu una nova foto d'aquest monument                                      |

## Monuments integrants del patrimoni
Altres monuments inclosos a l'Inventari del Patrimoni Arquitectònic Català.
| Monument                                                                                             | Protecció | Estil/època                                                                            | Localització                                                            | Coordenades                                          | Codi?      | Imatge |
| --- | --------- | -------------------------------------------------------------------------------------- | ----------------------------------------------------------------------- | ---------------------------------------------------- | ---------- | --- |
| Habitatge a la Rambla de Catalunya, 77, Farmàcia Bolós (abans Novellas), Xarcuteria i sabateria Milà |           | Modernisme, eclecticisme Josep Domènech i Estapà 1904-1910                             | Barcelona Rbla. Catalunya, 77 - c. València, 256                        | 41° 23′ 30″ N, 2° 09′ 44″ E / 41.391667°N,2.162278°E | IPA-41166  | Habitatge a la Rambla de Catalunya, 77 (Barcelona) · Vegeu més fotos d'aquest monument · Carregueu una nova foto d'aquest monument           |
| Edifici de la Companyia Auxiliar de Tramvies, Edifici dels Transformadors                            |           | Eclecticisme Antoni Millàs Figuerola 1925                                              | Barcelona C. Ausiàs Marc, 60 (enderrocat)                               | 41° 23′ 36″ N, 2° 10′ 43″ E / 41.393393°N,2.178646°E | IPA-41254  | Edifici de la Companyia Auxiliar de Tramvies (Barcelona) · Vegeu més fotos d'aquest monument · Carregueu una nova foto d'aquest monument     |
| Casa Rossend Capellades                                                                              |           | Modernisme Josep Pérez Terraza XIX                                                     | Barcelona C. Diputació, 383                                             | 41° 23′ 50″ N, 2° 10′ 33″ E / 41.397132°N,2.175871°E | IPA-41255  | Casa Rossend Capellades (Barcelona) · Vegeu més fotos d'aquest monument · Carregueu una nova foto d'aquest monument                          |
| Casa Elisa Conty                                                                                     |           | Noucentisme Lluís Bonet Garí XX                                                        | Barcelona C. Consell de Cent, 486-488                                   | 41° 24′ 01″ N, 2° 10′ 41″ E / 41.400363°N,2.178172°E | IPA-41256  | Casa Elisa Conty (Barcelona) · Vegeu més fotos d'aquest monument · Carregueu una nova foto d'aquest monument                                 |
| Edifici d'habitatges al passeig de Sant Joan, 26, Biblioteca Pública Arús                            |           | Modernisme Pere Bassegoda i Mateu XIX                                                  | Barcelona Pg. Sant Joan, 26                                             | 41° 23′ 35″ N, 2° 10′ 43″ E / 41.392967°N,2.178588°E | IPA-41257  | Edifici d'habitatges al passeig de Sant Joan, 26 (Barcelona) · Vegeu més fotos d'aquest monument · Carregueu una nova foto d'aquest monument |
| Casa Enric Laplana, Casa Estapé                                                                      |           | Modernisme Bernardí Martorell i Puig XX (1907)                                         | Barcelona Pg. Sant Joan, 6                                              | 41° 23′ 31″ N, 2° 10′ 48″ E / 41.391880°N,2.179945°E | IPA-41258  | Casa Enric Laplana (Barcelona) · Vegeu més fotos d'aquest monument · Carregueu una nova foto d'aquest monument                               |
| Fàbrica Damm                                                                                         |           | Obra popular industrial XX                                                             | Barcelona C. Rosselló, 515                                              | 41° 24′ 33″ N, 2° 10′ 41″ E / 41.409113°N,2.178170°E | IPA-41259  | Fàbrica Damm (Barcelona) · Vegeu més fotos d'aquest monument · Carregueu una nova foto d'aquest monument                                     |
| Escola del passatge DE Centelles, Escola Pública Municipal                                           |           | Modernisme Jeroni F. Granell Manresa XX (1906)                                         | Barcelona Ptge. Centelles, 28-30                                        | 41° 24′ 29″ N, 2° 10′ 49″ E / 41.408071°N,2.180263°E | IPA-41260  | Escola del passatge de Centelles (Barcelona) · Vegeu més fotos d'aquest monument · Carregueu una nova foto d'aquest monument                 |
| Casa Dolors Alesan de Gibert                                                                         |           | Modernisme Enric Fatjó Torras                                                          | Barcelona Pg. Sant Joan, 110                                            | 41° 24′ 00″ N, 2° 10′ 10″ E / 41.400046°N,2.169368°E | IPA-41262  | Casa Dolors Alesan de Gibert (Barcelona) · Vegeu més fotos d'aquest monument · Carregueu una nova foto d'aquest monument                     |
| Antiga Escola Comercial, edifici Balmes de la Universitat Pompeu Fabra                               |           | Noucentisme Enric Sagnier i Villavecchia XX                                            | Barcelona C. Balmes, 132 - c. de Rosselló, 221-225                      | 41° 23′ 37″ N, 2° 09′ 27″ E / 41.393554°N,2.157396°E | IPA-41277  | Escola Comercial (Barcelona) · Vegeu més fotos d'aquest monument · Carregueu una nova foto d'aquest monument                                 |
| Casa Joan Canas                                                                                      |           | Eclecticisme Antoni Costa Guardiola XIX                                                | Barcelona C. Balmes, 106                                                | 41° 23′ 32″ N, 2° 09′ 32″ E / 41.392315°N,2.158839°E | IPA-41278  | Casa Joan Canas (Barcelona) · Vegeu més fotos d'aquest monument · Carregueu una nova foto d'aquest monument                                  |
| Casa Gustau Peyra                                                                                    |           | Eclecticisme Enric Sagnier i Villavecchia 1893                                         | Barcelona C. Mallorca, 235                                              | 41° 23′ 31″ N, 2° 09′ 36″ E / 41.391952°N,2.159893°E | IPA-41279  | Casa Gustau Peyra (Barcelona) · Vegeu més fotos d'aquest monument · Carregueu una nova foto d'aquest monument                                |
| Casa Emília Carles, Hotel Ducs de Bergara                                                            |           | Historicisme Emili Sala i Cortés 1892-1898, 1986-1988                                  | Barcelona C. Bergara, 11                                                | 41° 23′ 11″ N, 2° 10′ 06″ E / 41.386353°N,2.168413°E | IPA-41288  | Casa Emília Carles (Barcelona) · Vegeu més fotos d'aquest monument · Carregueu una nova foto d'aquest monument                               |
| Casa Bosch i Alsina                                                                                  |           | Historicisme Pere Bassegoda i Mateu 1891                                               | Barcelona Pl. Catalunya, 8 - Rda. Universitat, 24                       | 41° 23′ 14″ N, 2° 10′ 06″ E / 41.387091°N,2.168382°E | IPA-41289  | Casa Bosch i Alsina (Barcelona) · Vegeu més fotos d'aquest monument · Carregueu una nova foto d'aquest monument                              |
| Casa Pich i Pon                                                                                      |           | Noucentisme Josep Puig i Cadafalch 1919-1921                                           | Barcelona Pl. Catalunya, 9                                              | 41° 23′ 16″ N, 2° 10′ 07″ E / 41.387861°N,2.16874°E  | IPA-41290  | Casa Pich i Pon (Barcelona) · Vegeu més fotos d'aquest monument · Carregueu una nova foto d'aquest monument                                  |
| Cases Marfà, Cases Joaquim i Antoni Marfà                                                            |           | Eclecticisme Manuel Comas i Thos 1900-1902                                             | Barcelona C. Alí Bei, 27-29                                             | 41° 23′ 31″ N, 2° 10′ 43″ E / 41.391947°N,2.178506°E | IPA-41293  | Cases Marfà (Barcelona) · Vegeu més fotos d'aquest monument · Carregueu una nova foto d'aquest monument                                      |
| Casa Enric i Victorià de la Riva, Magistratura de Treball                                            |           | Eclecticisme Enric Sagnier i Villavecchia 1899                                         | Barcelona C. Alí Bei, 1 - c. Girona, 2                                  | 41° 23′ 27″ N, 2° 10′ 37″ E / 41.390758°N,2.176917°E | IPA-41294  | Casa Enric i Victorià de la Riva (Barcelona) · Vegeu més fotos d'aquest monument · Carregueu una nova foto d'aquest monument                 |
| Església del Sagrat Cor de Jesús                                                                     |           | Historicisme, eclecticisme Enric Sagnier i Villavecchia 1883-1889                      | Barcelona C. Casp, 27-29                                                | 41° 23′ 25″ N, 2° 10′ 17″ E / 41.390376°N,2.171523°E | IPA-41295  | Església del Sagrat Cor de Jesús (Barcelona) · Vegeu més fotos d'aquest monument · Carregueu una nova foto d'aquest monument                 |
| Casa Domènec Call                                                                                    |           | Eclecticisme Joan Bruguera i Díaz 1886                                                 | Barcelona C. Diputació, 300 - c. Bruc 62-64                             | 41° 23′ 36″ N, 2° 10′ 16″ E / 41.393245°N,2.171169°E | IPA-41297  | Casa Domènec Call (Barcelona) · Vegeu més fotos d'aquest monument · Carregueu una nova foto d'aquest monument                                |
| Torre Bayer, Escola Santa Anna                                                                       |           | Historicisme Eduard Mercader 1897-1898                                                 | Barcelona C. Diputació, 324 - c. Bailèn, 59                             | 41° 23′ 41″ N, 2° 10′ 23″ E / 41.394719°N,2.173158°E | IPA-41300  | Torre Bayer (Barcelona) · Vegeu més fotos d'aquest monument · Carregueu una nova foto d'aquest monument                                      |
| Casa Josep Fiol                                                                                      |           | Eclecticisme Manel Comas Thos XX                                                       | Barcelona Pg. Sant Joan, 45                                             | 41° 23′ 46″ N, 2° 10′ 24″ E / 41.396214°N,2.173302°E | IPA-41301  | Casa Josep Fiol (Barcelona) · Vegeu més fotos d'aquest monument · Carregueu una nova foto d'aquest monument                                  |
| Palau Vedruna                                                                                        |           | Eclecticisme 1883                                                                      | Barcelona C. Pau Claris, 150                                            | 41° 23′ 40″ N, 2° 09′ 55″ E / 41.394371°N,2.165244°E | IPA-41303  | Palau Vedruna (Barcelona) · Vegeu més fotos d'aquest monument · Carregueu una nova foto d'aquest monument                                    |
| Església de la Mare de Déu del Carme                                                                 |           | Historicisme Josep Domènech i Estapà, Josep Domènech i Mansana 1910-1925               | Barcelona Av. Diagonal, 422                                             | 41° 23′ 51″ N, 2° 09′ 46″ E / 41.397597°N,2.162670°E | IPA-41304  | Església de la Mare de Déu del Carme (Barcelona) · Vegeu més fotos d'aquest monument · Carregueu una nova foto d'aquest monument             |
| Casa Carles Casades                                                                                  |           | Eclecticisme Adolf Florensa Ferrer XX                                                  | Barcelona C. Provença, 318                                              | 41° 23′ 47″ N, 2° 09′ 50″ E / 41.396399°N,2.163951°E | IPA-41305  | Casa Carles Casades (Barcelona) · Vegeu més fotos d'aquest monument · Carregueu una nova foto d'aquest monument                              |
| Casa Pericas, Casa Diagonal                                                                          |           | Noucentisme Josep Maria Pericas i Morros XX                                            | Barcelona Av. Diagonal, 389 - c. Còrsega, 319                           | 41° 23′ 45″ N, 2° 09′ 30″ E / 41.395940°N,2.158260°E | IPA-41341  | Casa Pericas (Barcelona) · Vegeu més fotos d'aquest monument · Carregueu una nova foto d'aquest monument                                     |
| Banc Vitalici d'Espanya                                                                              |           | Monumentalisme academicista Lluís Bonet i Garí 1942-1950                               | Barcelona Pg. de Gràcia, 11                                             | 41° 23′ 20″ N, 2° 10′ 06″ E / 41.388978°N,2.168291°E | IPA-41345  | Banc Vitalici d'Espanya (Barcelona) · Vegeu més fotos d'aquest monument · Carregueu una nova foto d'aquest monument                          |
| Encants Barcelona, Mercat dels Encants, els Encants Nous, Fira de Bellcaire                          |           | Darreres tendències 2009-2013                                                          | Barcelona Av. Meridiana, 69                                             | 41° 24′ 04″ N, 2° 11′ 12″ E / 41.401115°N,2.186659°E | IPA-42748  | Encants Barcelona (Barcelona) · Vegeu més fotos d'aquest monument · Carregueu una nova foto d'aquest monument                                |
| Torre Urquinaona                                                                                     |           | Racionalisme 1966-1975                                                                 | Barcelona Pl. Urquinaona, 6                                             | 41° 23′ 23″ N, 2° 10′ 23″ E / 41.389738°N,2.173118°E | IPA-42752  | Torre Urquinaona (Barcelona) · Vegeu més fotos d'aquest monument · Carregueu una nova foto d'aquest monument                                 |
| Suites Avenue Luxe                                                                                   |           | Darreres tendències 2009                                                               | Barcelona Pg. Gràcia, 83                                                | 41° 23′ 39″ N, 2° 09′ 42″ E / 41.394303°N,2.161768°E | IPA-42753  | Suites Avenue Luxe (Barcelona) · Vegeu més fotos d'aquest monument · Carregueu una nova foto d'aquest monument                               |
| Antic Banco Hispano Americano, Hotel Mandarín Oriental                                               |           | Monumentalisme academicista, darreres tendències 1953-1957, 2004-2009                  | Barcelona Pg. Gràcia, 38-40                                             | 41° 23′ 28″ N, 2° 10′ 00″ E / 41.391175°N,2.166629°E | IPA-42808  | Antic Banco Hispano Americano · Vegeu més fotos d'aquest monument · Carregueu una nova foto d'aquest monument                                |
| Restaurant Belvedere                                                                                 |           |                                                                                        | Barcelona Ptge. Mercader, 3                                             | 41° 23′ 34″ N, 2° 09′ 34″ E / 41.392862°N,2.159534°E | IPA-43393  | Restaurant Belvedere (Barcelona) · Vegeu més fotos d'aquest monument · Carregueu una nova foto d'aquest monument                             |
| Colmado Quílez                                                                                       |           | XX                                                                                     | Barcelona Rbla. Catalunya, 63-35                                        | 41° 23′ 28″ N, 2° 09′ 47″ E / 41.391086°N,2.163072°E | IPA-43394  | Colmado Quílez (Barcelona) · Vegeu més fotos d'aquest monument · Carregueu una nova foto d'aquest monument                                   |
| Confiteria i Colmado Vallés, Pastisseria Mauri                                                       |           | Eclecticisme XX                                                                        | Barcelona C. Provença, 241-243                                          | 41° 23′ 38″ N, 2° 09′ 37″ E / 41.39394°N,2.16027°E   | IPA-43396  | Confiteria i Colmado Vallés (Barcelona) · Vegeu més fotos d'aquest monument · Carregueu una nova foto d'aquest monument                      |
| Granja Vendrell                                                                                      |           | 1941                                                                                   | Barcelona C. Girona, 59 - c. Diputació, 331                             | 41° 23′ 39″ N, 2° 10′ 18″ E / 41.394239°N,2.171735°E | IPA-43399  | Granja Vendrell (Barcelona) · Vegeu més fotos d'aquest monument · Carregueu una nova foto d'aquest monument                                  |
| Joieria Roca, J. Roca Joier                                                                          |           | Racionalisme Josep Lluís Sert; reforma i ampliació: Marcelo Leonori 1933; reforma 1964 | Barcelona Pg. Gràcia, 18 - Gran Via Corts Catalanes, 611                | 41° 23′ 24″ N, 2° 10′ 06″ E / 41.389905°N,2.168263°E | IPA-43400  | Joieria Roca (Barcelona) · Vegeu més fotos d'aquest monument · Carregueu una nova foto d'aquest monument                                     |
| Fleca Balmes                                                                                         |           | XX                                                                                     | Barcelona C. Balmes, 156                                                | 41° 23′ 40″ N, 2° 09′ 21″ E / 41.394531°N,2.155903°E | IPA-43402  | Fleca Balmes (Barcelona) · Vegeu més fotos d'aquest monument · Carregueu una nova foto d'aquest monument                                     |
| Forn de pa artesà, Forn Satorra, Forn Cosialls, Panaderia                                            |           | Modernisme XX                                                                          | Barcelona C. Girona, 118                                                | 41° 23′ 50″ N, 2° 10′ 06″ E / 41.397085°N,2.168281°E | IPA-43407  | Forn de pa artesà (Barcelona) · Vegeu més fotos d'aquest monument · Carregueu una nova foto d'aquest monument                                |
| Colmado Juan Soler, Mantequeria J. Múrria, Queviures J. Múrria                                       |           | Modernisme 1910 aprox.                                                                 | Barcelona C. València, 310 - c. Roger de Llúria, 85                     | 41° 23′ 41″ N, 2° 09′ 59″ E / 41.394848°N,2.166441°E | IPA-43410  | Colmado Juan Soler (Barcelona) · Vegeu més fotos d'aquest monument · Carregueu una nova foto d'aquest monument                               |
| Restaurant Madrid-Barcelona                                                                          |           | XX                                                                                     | Barcelona C. Aragó, 282                                                 | 41° 23′ 33″ N, 2° 09′ 56″ E / 41.392555°N,2.165623°E | IPA-43420  | Restaurant Madrid-Barcelona (Barcelona) · Vegeu més fotos d'aquest monument · Carregueu una nova foto d'aquest monument                      |
| Església de la Mare de Déu dels Àngels                                                               |           | Josep Danés i Torras 1932-1950                                                         | Barcelona C. Balmes, 78                                                 | 41° 23′ 27″ N, 2° 09′ 40″ E / 41.390746°N,2.160997°E | IPA-43757  | Església de la Mare de Déu dels Àngels (Barcelona) · Vegeu més fotos d'aquest monument · Carregueu una nova foto d'aquest monument           |
| Habitatge a la rambla Catalunya, 112                                                                 |           | Modernisme Joan Majó i Ribas XX                                                        | Barcelona Rbla. Catalunya, 112                                          | 41° 23′ 41″ N, 2° 09′ 31″ E / 41.394702°N,2.158727°E | IPA-43760  | Habitatge a la rambla Catalunya, 112 (Barcelona) · Vegeu més fotos d'aquest monument · Carregueu una nova foto d'aquest monument             |
| Banca Catalana                                                                                       |           | Racionalisme 1966-1968                                                                 | Barcelona Pg. Gràcia, 84                                                | 41° 23′ 40″ N, 2° 09′ 45″ E / 41.39456°N,2.16242°E   | IPA-46062  | Banca Catalana (Barcelona) · Vegeu més fotos d'aquest monument · Carregueu una nova foto d'aquest monument                                   |
| Banco Atlántico, Torre Banc Sabadell                                                                 |           | Racionalisme 1966-1969                                                                 | Barcelona C. Balmes, 168-170 - c. París, 210                            | 41° 23′ 42″ N, 2° 09′ 19″ E / 41.39504°N,2.15537°E   | IPA-46064  | Banco Atlántico (Barcelona) · Vegeu més fotos d'aquest monument · Carregueu una nova foto d'aquest monument                                  |
| Auditori de Barcelona                                                                                |           | 1988                                                                                   | Barcelona C. Lepant, 150-170                                            | 41° 23′ 54″ N, 2° 11′ 09″ E / 41.39824°N,2.18585°E   | IPA-46069  | Auditori de Barcelona · Vegeu més fotos d'aquest monument · Carregueu una nova foto d'aquest monument                                        |
| Teatre Nacional de Catalunya                                                                         |           | 1988-1997                                                                              | Barcelona Pl. de les Arts, 1                                            | 41° 23′ 59″ N, 2° 11′ 10″ E / 41.39972°N,2.18611°E   | IPA-46071  | Teatre Nacional de Catalunya (Barcelona) · Vegeu més fotos d'aquest monument · Carregueu una nova foto d'aquest monument                     |
| Seu de la Mútua Metal·lúrgica d'Assegurances                                                         |           | Racionalisme 1955-1959                                                                 | Barcelona Av. Diagonal, 394-398 - c. Provença, 344-348                  | 41° 23′ 55″ N, 2° 10′ 01″ E / 41.39866°N,2.16693°E   | IPA-46092  | Seu de la Mútua Metal·lúrgica d'Assegurances (Barcelona) · Vegeu més fotos d'aquest monument · Carregueu una nova foto d'aquest monument     |
| Casa dels Braus                                                                                      |           | Racionalisme 1960-1962                                                                 | Barcelona Gran Via de les Corts Catalanes, 798-812                      | 41° 24′ 01″ N, 2° 11′ 00″ E / 41.40040°N,2.18329°E   | IPA-46105  | Casa dels Braus (Barcelona) · Vegeu més fotos d'aquest monument · Carregueu una nova foto d'aquest monument                                  |
| Oficines El Noticiero Universal                                                                      |           | Racionalisme Josep Maria Maluquer Sostres 1963                                         | Barcelona C. Roger de Llúria, 35                                        | 41° 23′ 32″ N, 2° 10′ 12″ E / 41.392166°N,2.169907°E | IPA-46153  | Oficines El Noticiero Universal (Barcelona) · Vegeu més fotos d'aquest monument · Carregueu una nova foto d'aquest monument                  |
| Cases Jacint Esteva Fontanet, Habitatges La Punyalada                                                |           | Racionalisme Pere Benavent de Barberà i Abelló 1935-1936                               | Barcelona Pg. de Gràcia, 104-108 - c. Rosselló, 263                     | 41° 23′ 46″ N, 2° 09′ 38″ E / 41.39606°N,2.16057°E   | IPA-46316  | Cases Jacint Esteva Fontanet (Barcelona) · Vegeu més fotos d'aquest monument · Carregueu una nova foto d'aquest monument                     |
| Edifici d'habitatges al carrer de Balmes, 166                                                        |           | Racionalisme Ricard Ribas Seva 1934-1935                                               | Barcelona C. Balmes, 166                                                | 41° 23′ 41″ N, 2° 09′ 20″ E / 41.39479°N,2.15557°E   | IPA-46318  | Edifici d'habitatges al carrer de Balmes, 166 (Barcelona) · Vegeu més fotos d'aquest monument · Carregueu una nova foto d'aquest monument    |
| Oficines Nestlé, Direcció General d'Habitatge de la Generalitat de Catalunya                         |           | Racionalisme 1952-1957, 1982-1983                                                      | Barcelona C. Aragó, 244-248                                             | 41° 23′ 25″ N, 2° 09′ 45″ E / 41.39025°N,2.16258°E   | IPA-46344  | Oficines Nestlé (Barcelona) · Vegeu més fotos d'aquest monument · Carregueu una nova foto d'aquest monument                                  |
| Casa Viladot                                                                                         |           | Racionalisme Jaume Mestres i Fossas 1930-1933                                          | Barcelona Av. Gaudí, 71 - c. Castillejos, 328                           | 41° 24′ 35″ N, 2° 10′ 27″ E / 41.40984°N,2.17417°E   | IPA-46387  | Casa Viladot (Barcelona) · Vegeu més fotos d'aquest monument · Carregueu una nova foto d'aquest monument                                     |
| Casa Anna Maria Torres Riviere                                                                       |           | Racionalisme Pere Benavent de Barberà i Abelló 1931-1933                               | Barcelona Av. Gaudí, 56 - c. Castillejos, 333                           | 41° 24′ 32″ N, 2° 10′ 28″ E / 41.40899°N,2.17451°E   | IPA-46391  | Casa Anna Maria Torres Riviere (Barcelona) · Vegeu més fotos d'aquest monument · Carregueu una nova foto d'aquest monument                   |
| Casa Joaquim Masana                                                                                  |           | Racionalisme Josep Soteras Mauri XX                                                    | Barcelona Rda. Sant Pere, 22 - c. Trafalgar, 1 - pl. Urquinaona, 8      | 41° 23′ 21″ N, 2° 10′ 26″ E / 41.38920°N,2.17392°E   | IPA-46459  | Casa Joaquim Masana (Barcelona) · Vegeu més fotos d'aquest monument · Carregueu una nova foto d'aquest monument                              |
| Casa Manuel Sanllehy Girona                                                                          |           | Racionalisme Ricard Churruca i Dotres XX                                               | Barcelona Gran Via de les Corts Catalanes, 737-739                      | 41° 23′ 56″ N, 2° 10′ 49″ E / 41.39877°N,2.18031°E   | IPA-46474  | Casa Manuel Sanllehy Girona (Barcelona) · Vegeu més fotos d'aquest monument · Carregueu una nova foto d'aquest monument                      |
| Casa Ginestà                                                                                         |           | Racionalisme, Art Déco Jaume Mestres i Fossas XX                                       | Barcelona Av. Gaudí, 44 - c. Còrsega, 599                               | 41° 24′ 29″ N, 2° 10′ 28″ E / 41.40818°N,2.17458°E   | IPA-46551  | Casa Ginestà (Barcelona) · Vegeu més fotos d'aquest monument · Carregueu una nova foto d'aquest monument                                     |
| Casa Ramon Mestre Domingo                                                                            |           | Racionalisme Sixte Illescas i Mirosa XX                                                | Barcelona C. Padilla, 244                                               | 41° 24′ 21″ N, 2° 10′ 38″ E / 41.40584°N,2.17717°E   | IPA-46552  | Casa Ramon Mestre Domingo (Barcelona) · Vegeu més fotos d'aquest monument · Carregueu una nova foto d'aquest monument                        |
| Casa Josep Miró, Casa Farines Serra                                                                  |           | Noucentisme, racionalisme Ramon Puig i Gairalt XX                                      | Barcelona Pg. Sant Joan, 94-96 - c. València, 357                       | 41° 23′ 55″ N, 2° 10′ 16″ E / 41.39871°N,2.17102°E   | IPA-46589  | Casa Josep Miró (Barcelona) · Vegeu més fotos d'aquest monument · Carregueu una nova foto d'aquest monument                                  |
| Casa d'habitatges de Frederic Vallet                                                                 |           | Noucentisme Adolf Florensa i Ferrer XX                                                 | Barcelona C. Provença, 293                                              | 41° 23′ 49″ N, 2° 09′ 52″ E / 41.39705°N,2.16439°E   | IPA-49541  | Casa d'habitatges de Frederic Vallet (Barcelona) · Vegeu més fotos d'aquest monument · Carregueu una nova foto d'aquest monument             |
| Casa de Frederic Vallet I                                                                            |           | Noucentisme Adolf Florensa i Ferrer XX                                                 | Barcelona C. Provença, 295                                              | 41° 23′ 50″ N, 2° 09′ 52″ E / 41.39713°N,2.16450°E   | IPA-49542  | Casa de Frederic Vallet I (Barcelona) · Vegeu més fotos d'aquest monument · Carregueu una nova foto d'aquest monument                        |
| Estació Central Subterrània, Avinguda de la Llum, Sephora                                            |           | Noucentisme XX                                                                         | Barcelona Pl. Catalunya, 1-4                                            | 41° 23′ 09″ N, 2° 10′ 06″ E / 41.38583°N,2.16833°E   | IPA-49549  | Estació Central Subterrània (Barcelona) · Vegeu més fotos d'aquest monument · Carregueu una nova foto d'aquest monument                      |
| Plaça de Catalunya, escultures i fonts                                                               |           | Noucentisme 1889-1929                                                                  | Barcelona Pl. Catalunya                                                 | 41° 23′ 13″ N, 2° 10′ 12″ E / 41.3870°N,2.1701°E     | IPA-49556  | Plaça de Catalunya (Barcelona) · Vegeu més fotos d'aquest monument · Carregueu una nova foto d'aquest monument                               |
| Església de les Esclaves del Sagrat Cor de Jesús                                                     |           | Monumentalisme academicista XX                                                         | Barcelona C. Mallorca, 232                                              | 41° 23′ 31″ N, 2° 09′ 37″ E / 41.39202°N,2.16030°E   | IPA-50836  | Església de les Esclaves del Sagrat Cor de Jesús (Barcelona) · Vegeu més fotos d'aquest monument · Carregueu una nova foto d'aquest monument |
| Casa Antoni Costa i Mallol                                                                           |           | Noucentisme Josep Majó Ribas XX                                                        | Barcelona C. Consell de Cent, 417-419 - c. Bailèn, 78- 82               | 41° 23′ 46″ N, 2° 10′ 19″ E / 41.39606°N,2.17204°E   | IPA-50877  | Casa Antoni Costa i Mallol (Barcelona) · Vegeu més fotos d'aquest monument · Carregueu una nova foto d'aquest monument                       |
| Casa Carles Casades de Còdol II                                                                      |           | Noucentisme Adolf Florensa Ferrer XX                                                   | Barcelona C. Roger de Llúria, 119-121 - c. Provença                     | 41° 23′ 47″ N, 2° 09′ 51″ E / 41.39651°N,2.16412°E   | IPA-50880  | Casa Carles Casades de Còdol II (Barcelona) · Vegeu més fotos d'aquest monument · Carregueu una nova foto d'aquest monument                  |
| Casa Antònia Ribó de Tomàs                                                                           |           | Noucentisme Adolf Florensa Ferrer XX                                                   | Barcelona C. Roger de Llúria, 125-127                                   | 41° 23′ 49″ N, 2° 09′ 49″ E / 41.39700°N,2.16360°E   | IPA-50885  | Casa Antònia Ribó de Tomàs (Barcelona) · Vegeu més fotos d'aquest monument · Carregueu una nova foto d'aquest monument                       |
| Casa d'habitatges de Maria Henrich                                                                   |           | Noucentisme Adolf Florensa Ferrer XX                                                   | Barcelona Av. Diagonal, 430                                             | 41° 23′ 50″ N, 2° 09′ 43″ E / 41.39735°N,2.16191°E   | IPA-50888  | Casa d'habitatges de Maria Henrich (Barcelona) · Vegeu més fotos d'aquest monument · Carregueu una nova foto d'aquest monument               |
| Casa de Frederic Vallet II                                                                           |           | Noucentisme Adolf Florensa Ferrer XX                                                   | Barcelona C. Roger de Llúria, 126                                       | 41° 23′ 53″ N, 2° 09′ 46″ E / 41.39794°N,2.16265°E   | IPA-50889  | Casa de Frederic Vallet II (Barcelona) · Vegeu més fotos d'aquest monument · Carregueu una nova foto d'aquest monument                       |
| Casa Vallés                                                                                          |           | Noucentisme Ramon Puig i Gairalt XX                                                    | Barcelona C. Sardenya, 209-209 bis - c. Diputació                       | 41° 23′ 58″ N, 2° 10′ 43″ E / 41.39932°N,2.17854°E   | IPA-50927  | Casa Vallés (Barcelona) · Vegeu més fotos d'aquest monument · Carregueu una nova foto d'aquest monument                                      |
| Cases Vallés                                                                                         |           | Noucentisme Ramon Puig i Gairalt XX                                                    | Barcelona C. Rosselló, 400-402 - c. Marina, 271                         | 41° 24′ 19″ N, 2° 10′ 24″ E / 41.40514°N,2.17333°E   | IPA-50941  | Cases Vallés (Barcelona) · Vegeu més fotos d'aquest monument · Carregueu una nova foto d'aquest monument                                     |
| Edifici d'habitatges de Frederic Vallet II                                                           |           | Noucentisme Adolf Florensa Ferrer XX                                                   | Barcelona Rbla. de Catalunya, 102 bis                                   | 41° 23′ 38″ N, 2° 09′ 35″ E / 41.39396°N,2.15974°E   | IPA-50978  | Edifici d'habitatges de Frederic Vallet II (Barcelona) · Vegeu més fotos d'aquest monument · Carregueu una nova foto d'aquest monument       |
| Edifici d'habitatges de Frederic Vallet III                                                          |           | Noucentisme Adolf Florensa Ferrer XX                                                   | Barcelona Rbla. de Catalunya, 49-51                                     | 41° 23′ 26″ N, 2° 09′ 50″ E / 41.39048°N,2.16401°E   | IPA-50981  | Edifici d'habitatges de Frederic Vallet III (Barcelona) · Vegeu més fotos d'aquest monument · Carregueu una nova foto d'aquest monument      |
| Institut Jaume Balmes                                                                                |           | Racionalisme XX                                                                        | Barcelona C. Pau Claris, 121 - c. Consell de Cent, 361                  | 41° 23′ 33″ N, 2° 10′ 02″ E / 41.39245°N,2.16722°E   | IPA-51007  | Institut Jaume Balmes (Barcelona) · Vegeu més fotos d'aquest monument · Carregueu una nova foto d'aquest monument                            |
| Fàbrica de Filats Masllorens                                                                         |           | Noucentisme Cèsar Martinell Brunet XX                                                  | Barcelona C. Còrsega, 412-414 - ptge. Caputxins                         | 41° 24′ 02″ N, 2° 09′ 54″ E / 41.40058°N,2.16487°E   | IPA-51030  | Fàbrica de Filats Masllorens (Barcelona) · Vegeu més fotos d'aquest monument · Carregueu una nova foto d'aquest monument                     |
| Font de l'Efeb                                                                                       |           | Noucentisme Àngel Tarrach Barribia XX                                                  | Barcelona Av. Diagonal - c. Bailèn - c. Mallorca                        | 41° 23′ 55″ N, 2° 10′ 07″ E / 41.39858°N,2.16868°E   | IPA-51039  | Font de l'Efeb (Barcelona) · Vegeu més fotos d'aquest monument · Carregueu una nova foto d'aquest monument                                   |
| Font de la Sardana                                                                                   |           | Noucentisme Fredric Marès Deulovol 1921                                                | Barcelona Jardins del Doctor Robert, pl. Tetuan                         | 41° 23′ 43″ N, 2° 10′ 32″ E / 41.39519°N,2.17562°E   | IPA-51040  | Font de la Sardana (Barcelona) · Vegeu més fotos d'aquest monument · Carregueu una nova foto d'aquest monument                               |
| Monument a Francesc Soler i Rovirosa                                                                 |           | Noucentisme Fredric Marès Deulovol 1921                                                | Barcelona Jardins de la Reina Victòria, Gran Via de les Corts Catalanes | 41° 23′ 20″ N, 2° 10′ 03″ E / 41.38887°N,2.16755°E   | IPA-51062  | Monument a Francesc Soler i Rovirosa (Barcelona) · Vegeu més fotos d'aquest monument · Carregueu una nova foto d'aquest monument             |
| Pastisseria i Confiteria Reñé                                                                        |           | Modernisme 1905 aprox.                                                                 | Barcelona C. Consell de Cent, 362-364                                   | 41° 23′ 40″ N, 2° 10′ 13″ E / 41.394393°N,2.170285°E | 08019/1439 | Pastisseria i Confiteria Reñé (Barcelona) · Vegeu més fotos d'aquest monument · Carregueu una nova foto d'aquest monument                    |